# جورج راندال
جورج راندال هو سياسي كندي، ولد في 1832.